# Эймонтов, Генрих Станиславович
Ге́нрих Станисла́вович Э́ймонтов (11 августа 1899, Вильна, Виленская губерния, Российская империя — 2 марта 1975, Москва, СССР) — польский и русский советский деятель органов государственной безопасности, административный деятель. Начальник Марийского областного отдела ОГПУ (1930—1931), Горьковского краевого управления милиции (1932—1933), Удмуртского областного отдела ОГПУ (1933—1934). Председатель Кировского краево-областного суда (1934—1937). Участник Гражданской войны в России и Великой Отечественной войны, четырежды кавалер ордена Красной Звезды. Член ВКП(б) с 1919 года.

## Биография
Родился 11 августа 1899 года в городе Вильне Российской империи (ныне Вильнюс — столицы Литвы) в семье дворянина, работавшего пекарем. От рождения — Эймонт, по национальности — поляк.
В 1914 году окончил Киевское двухклассное городское училище. В 1914—1919 годах работал в разных частных булочных и кондитерских в гг. Киеве и Евпатории, заведовал агитпунктом военного комиссариата Украины на ст. Бахмач. 
В 1918 году призван в Красную армию. Участник Гражданской войны в России: в 1919—1920 годах воевал в составе Красной армии добровольцем (14-я армия, 8-я дивизия, 66-й стрелковый пехотный полк на Западном фронте), прошёл с боями Польский фронт, Белоруссию. Был политруком роты, военкомом батальона, секретарём военкома. Служил в армии гетмана П. П. Скоропадского. В 1919 году вступил в ВКП(б). В 1919 году окончил Центральные агитаторско-инструкторские курсы в Киеве.
С 1920 года — в органах ВЧК в гг. Киеве, Москве, Нижнем Новгороде.
В 1925 году окончил Коммунистический университет национальных меньшинств Запада имени Мархлевского в Москве, в 1927 году — 2 курса вечернего отделения МГУ имени М. В. Ломоносова.
В 1930—1931 годах — начальник Марийского областного отдела ОГПУ.
В 1932—1933 годах — начальник Горьковского краевого управления милиции.
В 1933—1934 годах — начальник Удмуртского областного ОГПУ.
До декабря 1934 года — заместитель председателя Горьковского краевого суда.
В 1934—1937 годах — председатель Кировского краевого / областного суда. В 1937 году решением Кировского обкома ВКП(б) смещён с должности «как не заслуживающий политического доверия» (вскрылось польское происхождение), арестован 2 августа 1938 года, а в 1939 году исключён из партии. На момент ареста проживал в г. Кирове, работал директором хлебопекарни № 3. Осуждён 4 января 1940 года, но дело прекращено за недоказанностью состава преступления, освобождён, в партии восстановлен.
После освобождения в 1940-1941 годах работал управляющим Кировской областной конторой треста «Росснабсбыт». 
В декабре 1941 года призван в Красную армию. Участник Великой Отечественной войны: служил в 1 артиллерийской дивизии на 1 Белорусском фронте, на Балтийском флоте, в 5 ударной армии на Юго-Западном фронте, капитан. Дважды ранен. 
Имел знак «Почётный чекист», награждался маузерами в 1930 году в г. Йошкар-Оле, в 1933 года в Удмуртской автономной области — охотничьим ружьём «за беспощадную борьбу с контрреволюцией». За боевые заслуги в годы Великой Отечественной войны и последующей военной службы награждён орденами Красного Знамени, Отечественной войны II степени и четырежды — Красной Звезды, медалями.   
Был женат, имел дочь. 
Скончался 2 марта 1975 года в Москве.

## Награды
- Нагрудный знак «Почётный работник ВЧК-ОГПУ (XV)» (20.2.1932)[2][9]
- Орден Красного Знамени (30.04.1947)[10]
- Орден Отечественной войны I степени (11.02.1945)[10]
- Орден Красной Звезды (25.02.1945, 06.11.1945, 19.02.1946, ещё один)[10]
- Медаль «За победу над Германией в Великой Отечественной войне 1941—1945 гг.»